# De nem Portlandben (Lost)
|  | Alább a cselekmény részletei következnek! |

Az oldalon lévő leírásokat a lost.click.hu készítette.
Az előző rész tartalmából:
Ben megkéri a dokit, hogy segítsen neki és műtse meg. Juliet viszont titokban azt szeretné, hogy Ben a műtőasztalon meghaljon. A szigeten Jack nekikezd a műtétnek. Ben elkábul és Jack bemetszi a legelső vágást a hátán. Danny az egyik társával elindulnak Sawyerhez és nem játszani szeretnének vele. A doki eközben műti Bent, de egy kisebb vágást okoz a férfi veséjén. Megzsarolja Tom-ot, hogy 1 óra alatt Ben elvérzik, kivéve ha nem azt teszik, amit mond. Jack beszélni akar Kate-l a walkie talkien. Danny ki akarja végezni Sawyert, de egy kisebb csetepaté alakul ki és patt helyzettel végződik. Sawyer pisztolyt fog Danny-re, míg egy másik others, Katere. Sawyer feladja, mert nem akarja, hogy Katenek baja essen. Danny kivezeti a rácsok elé és letérdelteti.  Tarkón akarja lőni, Colleen miatt. Tom eközben hívja Danny-t és azt követeli, hogy adja át a walkie talkiet Katenek. Miután a lányhoz kerül, a doki arra kéri  lányt, hogy meneküljön. Kate nélküle nem akar menni, de Jack ráordít.
Íme a folytatás:
Az első visszaemlékezésben Juliet ül a parton és lelkiekben össze van törve. Ezután bemegy az épületbe és halad végig a folyosón. Ethan elmegy mellette. Juliet egy nő szobájában lyukad ki, akinek a feje be van kötve. Juliet előveszi az injekciós készletet, de a nő felébred. Kiderül, hogy a nő Juliet testvére és jelenleg Miamiban vannak.
A többiek szigetén  Jack felpróbálja tartani a többieket, hogy Kate és Sawyer elmenekülhessen. Sawyer kihasználja a pillanatot és ráront Danny-re és Kate követi a példáját és leszereli Danny társát. Tom megparancsolja Julietnek, hogy varrja össze Ben sebét, de Jack közli vele, hogy a nő nem sebész. Sawyer bosszút áll Danny-n. A fejét többször beleveri az etető gépezett piros gombjába, ami megrázza a férfit. Ezután Sawyer és Kate a két kábult férfira zárja a ketrecet. Tom kérdőre vonja Juliet-et, hogy mit kellenne tenniük. A nő azt javasolja, hogy menjenek el  Dannyért, aztán keressék meg Fordot és Austint és hozzák vissza őket. Jack megfenyegeti őket, hogyha így tesznek, Ben meghal. Juliet közli a dokival, hogy úgy sem fogja hagyni meghalni.
A következő visszaemlékezésben Juliet bemegy a munkahelyére, ahol kap egy telefont. Egy Diana nevű nővel beszél meg találkozót. A nő a  Mittelos Biokutatási központból hívta. Miután végzett a beszélgetéssel, Juliet az egyik szekrényből orvosi szérumokat rak el, de valaki megzavarja. Juliet, gyors elbújik, de figyelemmel kíséri a látogatóit. Egy férfi és egy nő az akik épp enyelegni készülnek. Julietnek megcsörren a mobilja és a pár felfigyel a zajra. a férfi meglátja Juliet-et és kérdőre vonja mit keres a teremben. Juliet gyors kimagyarázza magát. A férfit Edmundnak hívják és a volt feleségét bemutatja Julietnek. Juliet gyors odébbáll még mielőtt kiderülne mit ügyeskedett.
A szigeten Juliet tudatja a dokival, hogy a terve nem fog működni, mert egy különálló szigeten vannak, ahonnan nincs kiút. Sawyer és Kate csapdában vannak. Jack ezt meghallva bepánikol. Jack elárulja Tomnak, hogy az egész Juliet ötlete volt, hogy Ben a műtőasztalon haljon meg. Tom kizavarja Juliet-et a műtőszobából, bár a nő mentegetődzik. Danny eközben a ketrecben segítségért kiállt. Pár pillanat múlva az egyik társa kiszabadítja és azonnal Sawyer és Kate nyomába erednek. Kate és Sawyer kiér a partra és próbálnak egy hajóféleséget keríteni. Kate, Sawyer tanácsára felhívja a dokit a walkie talkie-n és elmondja a problémájukat. Miközben Jack vallatja Tomot, a Kate kezében lévő walkie talkie-t szétlövi Danny. Sawyer rálő a Többiekre és sikerül elmenekülniük. Tűzharc alakul ki. Sawyerék próbálnak előnyre szert tenni, de a többiek szorosan ott vannak a nyomukban. Az egyik others célba veszi Kate-t, de Alex lelövi egy csúzlival.
Alex vezeti Sawyert és Kate-t. Egy föld alatti helyiségben bújnak el.
A műtőben Ben magához tér és épp meghallotta, hogy Juliet azt akarta, hogy meghaljon. Ben azonnal látni akarja Juliettet.
A következő visszaemlékezésben Juliettet, Edmond hivatja a kutatási részlegen. Edmond elmondja Julietnek, hogy rájött, hogy a laborból vitt el szérumokat és bármit is csinál benne akar lenni. Edmond választás elé állítja Julie-t.
A szigeten Juliet feszülten rohangál fel-alá. Tom közli vele hogy Ben hívatja. Eközben Sawyerék kijönnek a rókalyukból és továbbállnak. Alex közli Sawyerrel, ha segítenek neki megmenteni a barátját, akkor kijuttatja őket erről a szigetről. A bizonyos barát, pedig Karl, akivel Sawyer korábban már találkozott. A műtőbe megérkezik Juliet. Ben négyszemközt szeretne beszélni vele. Jack kifelé menet figyelmezteti Juliettet, hogy ne próbálkozzon megölni Bent. Jack az emeletről figyeli Bent és Juliettet. Miután a nő kijött, közölte a dokival, hogy fejezze be a műtétet és ő elmegy megszöktetni Sawyeréket.
A következő visszaemlékezésben Juliet részt vesz egy megbeszélésen. A tárgyaláson szóba hozzák, hogy Juliettet szívesen látnák  Portland közelébe a Mittelos Biokutatási Központban. Ő vezetne egy kutató csoportot. Juliet kifejti, hogy a férje soha nem menne bele. Viccből megjegyzi, hogy ha elütné egy busz akkor talán lenne esélye.
A szigeten Juliet bemegy a kamera szobába. Felfigyel Katere, Sawyerre és Alexre, amint menekülnek. Sawyerék kijutnak egy bunker részhez, ahol egy őr vigyázz a bejáratra. Alex talál valami kifogást, hogy be kell jutnia, de Aldo felhívja Dannyt. Sawyer letámadja, nehogy kiderüljön hol tartózkodnak. Kate a fegyverrel kiszedi a fickóból, hogy Alex barátja Karl a 23-as szobában van. A látvány ami fogadja őket, nem hétköznapi. Egy vetítőterembe jutnak el, ahol Karl ki van kötve és folyamatosan néznie kell egy filmet. Ez olyan agymosás jellegű kísérlet. Sawyer felkapja Karlt és elcipelik. Danny megtalálja a kábult Aldo-t és tudni akarja merre vannak a szökevények. Eközben Juliet is megérkezik és közli Dannyvel, hogy Ben utasítására el kell engedni a túlélőket. Danny nem nyugszik és folytatja a hajtó vadászatot.
A következő visszaemlékezésben Juliet elmegy a testvéréhez. Rachel beszámol neki, hogy a kísérlet sikeres volt, mert teherbe esett. Juliet felkeresi az exférjét és elmeséli neki, hogy működött a teszt és Rachel teherbe esett. Miközben beszélgetnek Edmund lelép az útra és elcsapja egy busz.
A szigeten a doki tovább műti Bent. Tom van a segítségére, de még a vértől is rosszul van. Jack szóvá teszi, hogyha el tudnak menni a szigetről, akkor mi a fenének rángatták ide. Tom éppen közölné, hogy amikor belilult az ég, akkor történt valami. Az egyik pillanatban Jack egy újabb vágást ejt Ben-en, de ezt véletlenül. Eközben Sawyer, Kate és Alex a csónakot kipróbálják tolni a vízre. Sawyer berakja Karlt a csónakba. ekkor megjelenik Danny és fegyvert fog Sawyerre. Juliet próbálja leállítani, de kénytelen végezni Dannyvel, ezért lelövi. A műtőben a dokinak szüksége van Tom segítségére. Juliet elengedi Sawyert és Katet, de Alexnek maradnia kell. Ha elmegy, akkor a lány apja Ben nem hagyja életben a barátját Karlt. Karl magához tér és egy időre elbúcsúzik Alextől. A műtét közben a dokit felhívják Kate-ék a walkie talkien. Jack arra kéri Kate-t, ha biztonságban vannak akkor mesélje el mi történt a legelső napon. Tom ideges, mert közben Ben haldoklik. Jack megkéri a lányt, hogy soha ne jöjjenek vissza érte. Sawyer és Kate elhagyják a szigetet.
A következő visszaemlékezésben Juliet  az exférje hullája mellett áll és sírva fakad. miközben sírdogál, megjelenik Ethan és Mr. Alpert. Alpert ismét felajánlja a munkát Julietnek. Juliet el szeretné vinni a testvérét is, de Mr. Alpert jobbnak látja ha nem jön. A székhely mégsem igazán Portland közelében van.
A szigeten Jack befejezte a műtétet és a távolból nézi Bent. Juliet elmeséli, hogy 3 éve van a szigeten. Ben megígérte neki, hogy hazamehet, ha segít neki életben maradni.
|  | Itt a vége a cselekmény részletezésének! |